# Sindrome paraneoplastica
Una sindrome paraneoplastica è un'entità clinico-patologica dovuta alla presenza di un tumore nell'organismo ma che non è conseguenza dell'invasività locale o dello sviluppo di metastasi. Con un'ulteriore definizione, una sindrome paraneoplastica può essere definita come l'insieme dei segni, dei sintomi e delle alterazioni morfologico-funzionali che un tumore è in grado di dare a distanza dalla sede di sviluppo primitivo o di sviluppo delle metastasi.

## Classificazione
Esistono numerosissime sindromi paraneoplastiche. Un buon criterio di studio è quello di dividere le sindromi in sistemiche e specifiche.

### Sindromi paraneoplastiche sistemiche
Si parla di sindrome sistemica quando uno stesso substrato patologico è in grado di provocare e di sostenere quadri clinici che interessano l'intero organismo. Le sindromi sistemiche di più frequente riscontro sono la cachessia e la febbre. Entrambi questi quadri sono dovuti soprattutto alla produzione esuberante di TNF-α (anche detto cachessina); in particolare, le citochine IL-1 e IL-6, prodotti dalle cellule infiammatorie sono coinvolte anche nella genesi della febbre, in quanto in grado di innalzare il set-point termico ipotalamico e scatenare i meccanismi che portano all'aumento della temperatura. Ulteriore manifestazione, sistemica sempre citochino-correlata e spesso rilevabile, è l'anemia normocromica normocitica che testimonia la presenza di un disordine cronico. Tromboflebiti migranti, in un contesto trombofilico, sono reperti frequenti; le cause sono da ricercare sia nell'uso di cateteri venosi o chemioterapica con proprietà pro-trombotiche, sia per il fatto che alcuni tipi di tumore sono in grado di secernere fattori tissutali e mucine responsabili di uno stato di ipercoagulabilità.

### Sindromi paraneoplastiche specifiche
Il termine specifico fa riferimento al fatto che l'insieme dei segni e sintomi rilevabili in tali sindromi possono essere ricondotti ad un'alterazione che riguarda un singolo organo od apparato. Vengono distinti disordini neurologici e neuromuscolari, ematologici, mucocutanei ed endocrino-metabolici. Le principali sindromi sono riportate nella tabella sottostante.
| Tipo di sindrome | Sindrome                                     | Tumori connessi | Meccanismo causale                                                                     |
| Endocrini        |                                              | |                                                                                        |
| ---------------- | -------------------------------------------- | --- | -------------------------------------------------------------------------------------- |
| Endocrini        | Sindrome di Cushing                          | - Carcinoma polmonare a piccole cellule - Carcinoma del pancreas - Tumori di derivazione neurale - Timoma                                                                                        | Secrezione di ACTH e di sostante ACTH-simili                                           |
| Endocrini        | SIADH                                        | - Carcinoma polmonare a piccole cellule - Tumori maligni del sistema nervoso centrale - Carcinoma prostatico - Tumore del polmone - Cancro del pancreas                                          | Secrezione di ADH o di peptiti ADH-simii                                               |
| Endocrini        | Ipercalcemia                                 | - Tumore del polmone (tipicamente, Carcinoma polmonare a cellule squamose) - Carcinoma della mammella - Tumore del rene - Linfoma a cellule T dell'adulto - Carcinoma ovarico - Mieloma Multiplo | Peptide correlato al paratormone, TGF-α, TNF, IL-1                                     |
| Endocrini        | Ipoglicemia                                  | - Fibrosarcoma - Altri tipi di sarcoma - Carcinoma epatocellulare - Insulinoma - tumori secernetnti HCG - Mesotelioma                                                                            | Insulina o sostanze insulino- simili                                                   |
| Endocrini        | Sindrome di Zollinger-Ellison                | - Gastrinoma | Gastrina                                                                               |
| Endocrini        | Sindrome da carcinoide                       | - Carcinoidi del tratto gastro-intestinale (maggiore frequenza) - Carcinoide polmonare tipico e Carcinoide polmonare atipico (minore frequenza) - Carcinoma del pancreas - Tumore dello stomaco  | Serotonina, bradichinina                                                               |
| Neurologiche     | Sindrome di Lambert-Eaton (LEMS)             | - Carcinoma polmonare a piccole cellule - Linfomi | Immunologiche                                                                          |
| Neurologiche     | Degenerazione cerebellare paraneoplastica    | - Tumore del polmone - Carcinoma della mammella - Carcinoma ovarico |                                                                                        |
| Neurologiche     | Encefalomielite                              | - Cancro del polmone - Cancro del colon-retto | Infiammazione dell'encefalo e del midollo spinale                                      |
| Neurologiche     | Encefalite limbica                           | |                                                                                        |
| Neurologiche     | Miastenia gravis                             | - Timoma |                                                                                        |
| Neurologiche     | Encefalite confinata al tronco dell'encefalo | |                                                                                        |
| Neurologiche     | Opsoclono                                    | |                                                                                        |
| Neurologiche     | Neuropatie                                   | - Tumore della mammella - Cancro del colon-retto - Cancro del polmone - Linfoma non Hodgkin |                                                                                        |
| Encefalite       | - Teratoma                                   | |                                                                                        |
| Polimiosite      |                                              | |                                                                                        |
| Mucocutanee      | Acanthosis nigricans                         | - Carcinoma gastrico - Tumore del polmone - Carcinoma dell'utero - Cancro del pancreas | - Immunologiche - Secrezione di EGF                                                    |
| Mucocutanee      | ipercheratosi palmare                        | - carcinomi squamosi polmonari, della testa e del collo |                                                                                        |
| Mucocutanee      | Dermatomiosite                               | - Carcinoma dell'ovaio - Carcinoma gastrico | Immunologiche                                                                          |
| Mucocutanee      | Segno di Leser-Trelat                        | - Carcinoma del colon-retto - Carcinoma del pancreas - Carcinoma della mammella - Carcinoma dello stomaco - Epatocarcinoma                                                                       | - Citochine - Fattori di crescita                                                      |
| Mucocutanee      | Eritema necrolitico migrante                 | - Glucagonoma |                                                                                        |
| Mucocutanee      | Sindrome di Sweet                            | |                                                                                        |
| Mucocutanee      | Papillomatosi cutanea florida                | |                                                                                        |
| Mucocutanee      | Pioderma gangrenoso                          | |                                                                                        |
| Ipertricosi      |                                              | |                                                                                        |
| Ematologici      | Granulocitosi                                | | G-CSF                                                                                  |
| Ematologici      | Policitemia                                  | - Cancro del rene - Emangioma cerebellare - Carcinoma epatocellulare | Eritropoietina                                                                         |
| Ematologici      | Segno di Trousseau                           | - Mesotelioma pleurico diffuso - Carcinoma del pancreas - Tumore del polmone | Mucine, altri                                                                          |
| Ematologici      | Endocardite non infettiva                    | - Tumori in stadio avanzato | Ipercoagulabilità                                                                      |
| Ematologici      | Anemia                                       | - Tumori in stadio avanzato | da malattia cronica, sanguinamento cronico, emolitica, ipersplenismo, mielodepressione |
| altri            | Glomerulonefrite membranosa                  | - Vari | - Antigeni tumorali - Immunocomplessi                                                  |
| altri            | Osteomalacia                                 | |                                                                                        |
| Epatica          | Sindrome di stauffer                         | - Carcinoma renale - Altri raramente |                                                                                        |